# Kielmeyera rufotomentosa
Kielmeyera rufotomentosa är en tvåhjärtbladig växtart som beskrevs av N. Saddi. Kielmeyera rufotomentosa ingår i släktet Kielmeyera och familjen Calophyllaceae. Inga underarter finns listade i Catalogue of Life.